# Cyananthus
- Commons
- Wikispecies

Cyananthus é um gênero botânico pertencente à família Campanulaceae.